# Sigmoideo
El colon sigmoide  o sigmoideo es el último segmento (distal/caudal) del intestino grueso, se encuentra ubicado en la pelvis, sigue al colon descendente y se continua luego con el recto. Se lo diferencia por su curva característica, que se asoció a la forma de la letra griega sigma y porque es el segundo de los segmentos móviles del colon. 

La patología del sigmoide más frecuente es la sigmoiditis, los divertículos y los pólipos. 

## Embriología
El colon sigmoide (CS) se desarrolla a partir del intestino primitivo que se «hernia» en sentido ventral inicialmente hacia el saco vitelino.

La subsiguiente reincorporación a la cavidad peritoneal, determina la situación definitiva del colon descendente a la izquierda.

El intestino primitivo posterior distal da origen al colon pélvico, y al recto.

El endodermo forma su epitelio y el mesodermo su musculatura lisa.

## Anatomía

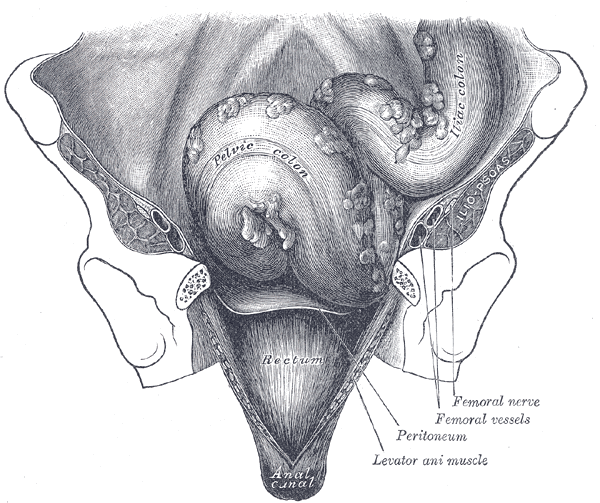
Pelvic colon= Sigmoide. Vista anterior de pelvis abierta. (1913).

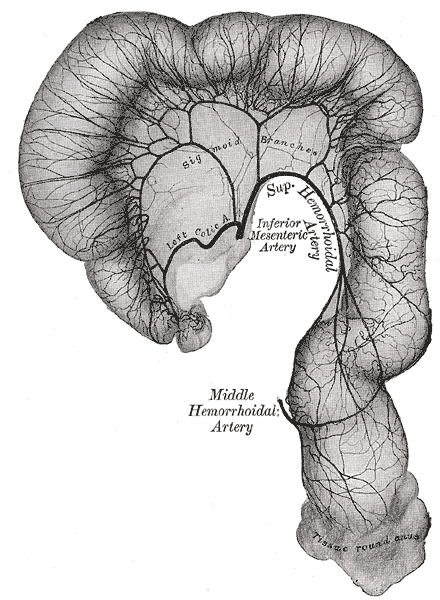
Sigmoid branches= ramas sigmoideas de la arteria mesentérica inferior.

El colon sigmoide (CS) es el último segmento (distal/caudal) y el más corto del intestino grueso (Colon), se encuentra ubicado en la región pélvica izquierda, sigue al colon  descendente y se continua luego con el recto.
El CS se denominó así debido a su característica forma de letra sigma ς del alfabeto griego. 
La longitud promedio del colon sigmoide (CS) está entre 25-40 centímetros (cm). Se ha observado la variante fisiológica en la que un individuo desarrolla un asa redundante. El asa redundante es cuando el CS mide más de 40 cm de largo.

Estos CS con asa redundante pueden no dar síntomas o crear un espectro de síntomas clínicos de disfunción intestinal.

El diámetro promedio del sigmoide es de 4-5 cm.

## Fisiología
La función principal del colon sigmoide (CS) es la absorción de nutrientes (de agua, vitaminas y minerales) presentes en las partículas de alimentos todavía no digeridas, aunque lo hace en menor medida que los segmentos precedentes.
El control de la motilidad del CS depende de la inervación extrínseca simpática y parasimpática y de la inervación intrínseca originada en el sistema nervioso entérico, por lo que la motilidad se puede ver alterada por múltiples motivos.

Un patrón de motilidad del colon que ocurre de 6 a 8 veces al día, son las contracciones de propagación de alta amplitud que barren el colon y a menudo desencadenan la necesidad de defecar.

## Patología
Vólvulo
En el colon sigmoide (CS) la presencia de un asa larga y redundante (dólico-colon), con un meso laxo y de base corta, son particularidades anatómicas que favorecen la aparición del vólvulo.

El vólvulo de sigmoides es la tercera causa más común (10%) de obstrucción en el intestino grueso en el mundo occidental. Es la forma más común de vólvulo y es responsable del 50-75% de las obstrucciones del intestino grueso a nivel mundial.
Diverticulosis
Los divertículos por lo general (aproximadamente en el 75% de los casos) ocurren en la porción sigmoidea del colon (CS). 
El tamaño de la mayoría de los divertículos oscila entre 2,5 milímetros (mm) y más de 25 mm de diámetro.

Los divertículos varían en diámetro desde 3-10 mm. 
Los divertículos gigantes, son poco frecuentes, miden más de 40 mm de diámetro.
Los divertículos son poco frecuentes antes de los 40 años,
La mayoría de los divertículos son asintomáticos, pero algunos se inflaman o sangran.

La diverticulitis es la inflamación de los divertículos. 
En los países occidentales la diverticulitis es más común en el colon izquierdo (95% de los pacientes), y se lo relaciona habitualmente con el colon sigmoideo.
Poliposis
Cualquier persona puede desarrollar pólipos en el colon. El riesgo es mayor con 50 años o más, sobrepeso o fumadores. La mayoría de los pólipos en el colon son inofensivos. Con el paso del tiempo algunos de esos pólipos se pueden transformar en cáncer de colon.
Cáncer
El cáncer de colon llegará a ser la neoplasia más frecuente en el siglo XXI, con morbilidad y mortalidad elevadas. Es la consecuencia de una serie de hechos, que se inician con una mutación, y progresa con intervención de factores genéticos y ambientales.